# Ruta Estatal de California 204
La Ruta Estatal de California 204, abreviada SR 204 (en inglés: California State Route 204) es una carretera estatal estadounidense ubicada en el estado de California. La carretera inicia en el Sur desde la SR 58     en Bakersfield en sentido Norte hasta finalizar en la SR 99     cerca de Oildale. La carretera tiene una longitud de 10.88 km (6.76 mi). Toda la SR 204 es parte de la State Route 99 Business. La ruta also continúa al sur, donde se conecta con la Ruta Estatal 99.

## Mantenimiento
Al igual que las autopistas interestatales, y las rutas federales y el resto de carreteras estatales, la Ruta Estatal de California 204 es administrada y mantenida por el Departamento de Transporte de California por sus siglas en inglés Caltrans.

## Cruces
La Ruta Estatal de California 204 es atravesada principalmente por los siguientes cruces:

 SR 178     en Bakersfield